# Histoire des pionniers d'Oregon
L'histoire des pionniers et les gros  d'Oregon couvre la période de 1791 à 1881 de l'histoire d'Oregon. Les pionniers et trappeurs, principalement de descendance européenne, ont voyagé vers l'ouest en Amérique du Nord pour explorer et s'établir à l'ouest des montagnes Rocheuses et au nord de la Californie. Certains voyagèrent en bateau par océan Pacifique, soit directement depuis le cap Horn, soit en faisant escale au Panama. La période commence avec exploration du bas Columbia par Robert Gray, qui lui donnera le nom de son navire Cumbia Rediviva, et George Vancouver en 1792. Elle continuera avec l'expédition Lewis et Clark dans l'Oregonntry, et jusqu'en 1890 lorsque les voies ferrées et les centres urbains le.

## Territoire

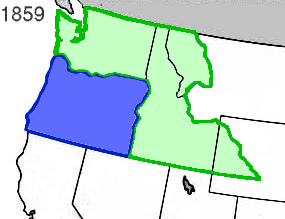
L'ensemble de la zone correspondait au Territoire de l'Oregon en 1848. En 1859, les frontières de l'État actuel d'Oregon furent définies (en bleu), et le reste devint le Territoire de Washington. Des portions furent soustraites de ce territoire en 1863 pour rejoindre le Nebraska et l'Idaho.

Au début de la période des pionniers, l'Oregon Country était occupé presque exclusivement par des populations amérindiennes. Le monde occidental avait fait valoir ses vues sur des parties de la zone, ainsi réclamées par les États-Unis, le Royaume-Uni, l'Espagne et la Russie. De 1818 au milieu du XIXe siècle, plusieurs traités furent signés pour établir les frontières politiques. En 1818, les États-Unis et le Royaume-Uni signèrent la Convention de 1818 qui conduit à ce qui a été désigné comme une « occupation conjointe » de l'Oregon Country. Cette année, les États-Unis ont également mis fin aux demandes de l'Espagne en les limitant au sud du 42e degré de latitude. Le traité Russo-Américain de 1824 supprima toutes les revendications russes au sud de 54' 40". Le litige sur la frontière de l'Oregon restant entre les Britanniques et les Américains continua jusqu'à ce que le Traité de l'Oregon y mette fin en 1846, en définissant le 49e parallèle nord comme frontière internationale entre possessions britanniques et américaines. Cependant, l'ambiguïté dans le traité permit à d'autres conflits de survenir, terminés par la guerre du cochon sur les îles San Juan en 1859. La portion qui fut intégrée aux États-Unis en 1846 resta sans organisation, jusqu'à ce que le Congrès crée le Territoire de l'Oregon en août 1848. En 1853, la frontière nord de l'État actuel d'Oregon fut définie, et le reste devint le Territoire de Washington. Les frontières furent finalisées lorsque l'Oregon rejoignit l'Union (c'est-à-dire les États ne faisant pas partie de la Confédération).

## Gouvernement

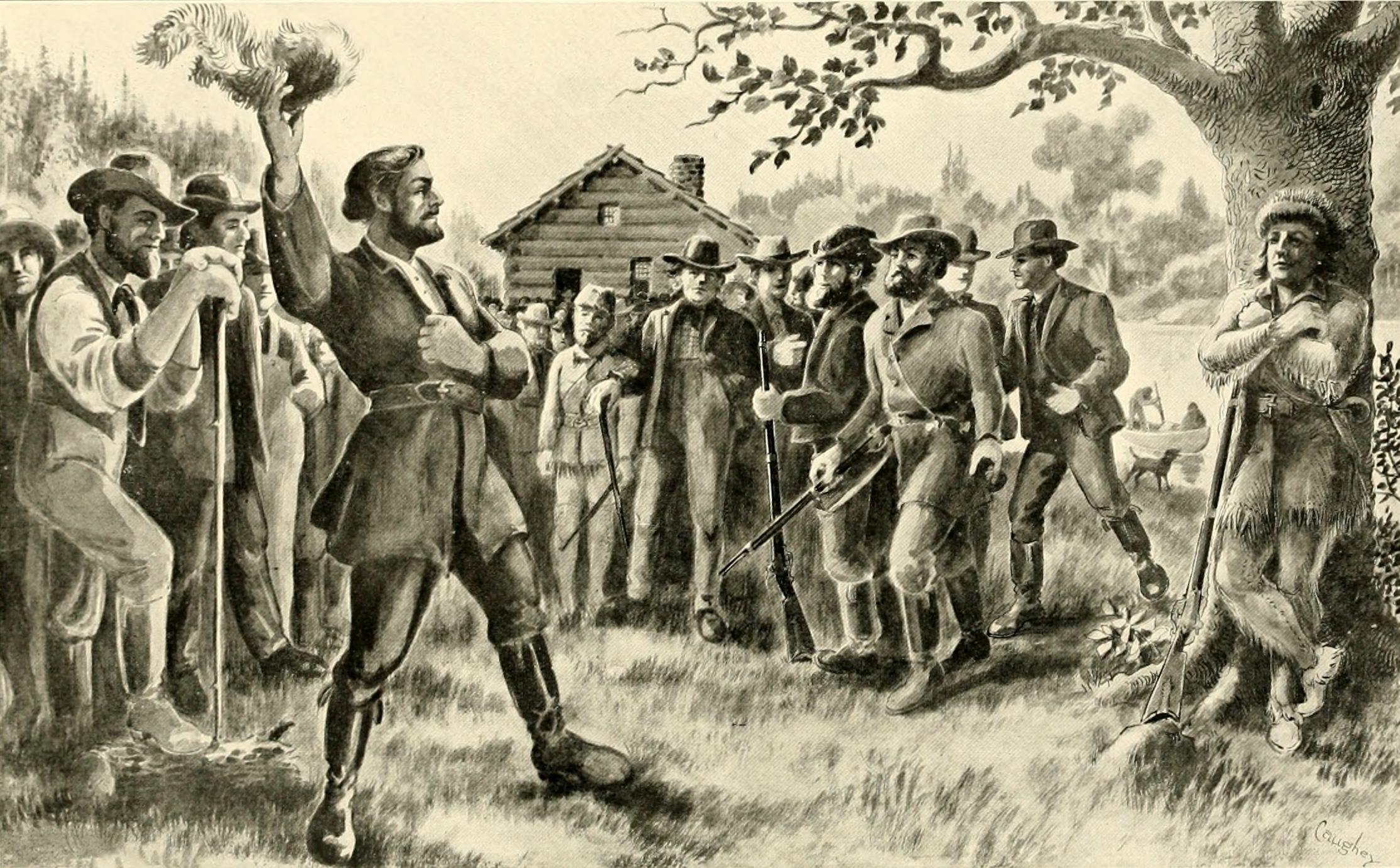
Vue d'artiste de Joseph Meek appelant au vote pour créer le gouvernement provisoire d'Oregon.

Des tribus amérindiennes variées habitaient la région au début de la période d'établissement des pionniers. Chaque tribu avait sa propre forme de gouvernement, mais aucune nation « moderne » n'existait. La première forme formelle de gouvernement dans la région fut celle de la Compagnie de la Baie d'Hudson, à qui fut accordée l'autorité par charte de régir les sujets britanniques de la région. La compagnie était donc le gouvernement de facto pour l'essentiel de la région, jusqu'à ce que les colons américains y soient finalement plus nombreux que leurs homologues britanniques.
Débutant en 1841 avec la mort d'Ewing Young, les colons de la vallée de la Willamette choisirent de tenir une série de réunions à Champoeg. Finalement, en 1843 la majorité des participants vota pour créer un gouvernement qui régirait les pionniers jusqu'à ce que la question de la frontière soit réglée. Ce gouvernement provisoire avait un juge suprême, une législature, et au début un comité exécutif suivi plus tard par un gouverneur. Le gouvernement resta responsable de portions de la région jusqu'à ce que le gouvernement territorial des États-Unis arrive en 1849.

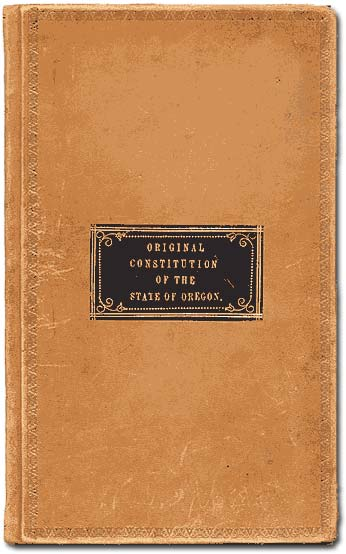
La première constitution d'Oregon, rédigée par la convention constitutionnelle d'Oregon.

À partir de 1849, le corps législatif territorial de l'Oregon, composé de deux chambres, commença à se réunir et à passer des lois. Les lois du gouvernement provisoire restaient en effet à moins qu'une nouvelle ne les remplace (sauf pour une loi permettant la frappe de monnaie qui fut mise de côté par le premier gouverneur territorial). En 1857, les habitants du territoire passèrent une résolution pour tenir une convention afin de rédiger le brouillon d'une constitution permettant de devenir un État. La convention constitutionnelle d'Oregon se réunit à Salem durant l'été 1857 et rédigea la première constitution d'Oregon. L'Oregon soumit la constitution au Congrès et devint un État le 14 février 1859.

## Économie

### Commerce de la fourrure
L'expédition Lewis et Clark éveilla les intérêts sur la côte pacifique nord-ouest. Bien que les marins marchands aient été impliqués dans le commerce de la fourrure le long des côtes pendant plusieurs années, les nouvelles descriptions  de la région faites par Lewis et Clark incitèrent à chercher fortune dans le commerce des fourrures de l'Oregon Country. Les premiers Américains à y venir étaient des membres de la Pacific Fur Company de John Jacob Astor, faisant partie de l'Expédition Astor qui s'établit à Fort Astoria à l'embouchure du fleuve Columbia en 1811. Cependant, certains des Britanniques commerçant par voie de terre faisaient partie de la Compagnie du Nord-Ouest qui traversèrent les montagnes Rocheuses en 1808 et voyagèrent le long de ce qu'ils nommèrent le fleuve Fraser en Colombie-Britannique. Le commerce de la fourrure prévu par la Pacific Fur Company et mis en pratique par la Compagnie du Nord-Ouest, et plus tard celle de la baie d'Hudson, était un commerce triangulaire qui envoyait des fourrures en Chine, des biens chinois tels que le thé en Angleterre, et des biens manufacturés dans le nord-ouest pour commercer avec les Amérindiens.
En 1813, durant la guerre anglo-américaine de 1812, la Pacific Fur Company vendit Fort Astoria et tous ses autres biens à la compagnie du Nord-Ouest, contrôlée par les Britanniques. Fort Astoria fut rebaptisé Fort George. Le fort fut rendu quelques années après la guerre, les diplomates américains ayant interprété le traité de Gand mettant fin à la guerre comme incluant le retour du poste de commerce de la fourrure. Bien que redevenant propriété américaine, le site ne fut pas occupé de nouveau pendant plusieurs années. La compagnie du Nord-Ouest construisit un nouveau Fort George à côté de l'ancien. En 1821, la compagnie de la Baie d'Hudson et celle du Nord-Ouest furent fusionnées, à la suite d'un acte du parlement. Le nom de compagnie de la Baie d'Hudson fut retenu pour les entités combinées. Elle nomma John McLoughlin comme agent en chef pour ce qu'elle appelait alors le Columbia District. En 1822, McLoughlin fit construire un nouveau poste à proximité de la confluence du Columbia et de la Willamette.

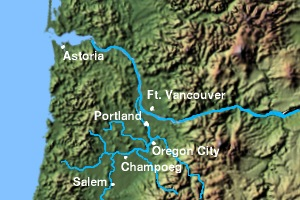
Localisation des principaux lieux : Fort Vancouver, Fort Astoria et Champoeg.

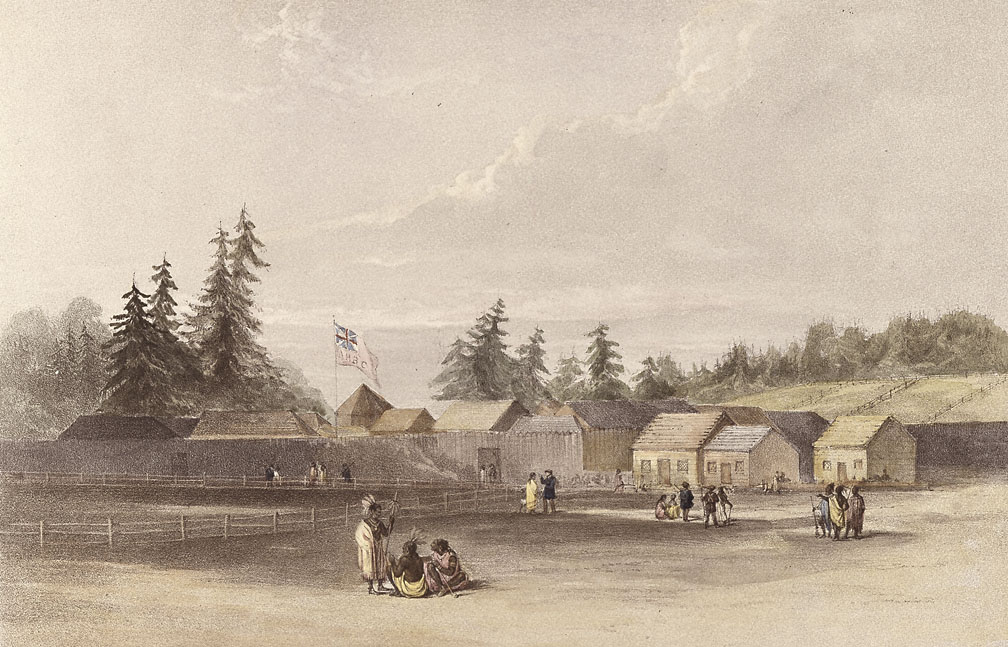
Fort Vancouver en 1845.

Sur la rive nord du Columbia, Fort Vancouver devint le nouveau siège d'un système de plusieurs postes où les fourrures et les vivres étaient canalisés par ce fort. Des brigades de trappeurs de fourrure passaient des mois dans les régions sauvages et ramenaient les fourrures vers des postes tels que Fort George, Fort Umpqua, Fort Walla Walla, Fort Nisqually, Fort Okanagan et Fort Boise. Plus tard, la compagnie de la Baie d'Hudson créa par actions la filiale Pugets Sound Agricultural Company, qui fournissait des nourritures de base à l'entreprise. À la fin des années 1830, la compagnie s'inquiétait de l'expansion américaine dans la région. Tentant de l'empêcher, elle instaura une politique par laquelle les brigades de trappeurs opérant au sud du Columbia, et en particulier dans le bassin de la Snake River et de la Willamette, créeraient des « déserts de fourrure » en épuisant rapidement et délibérément les populations de castors. Cette politique, bien que réussissant à rendre le castor rare dans la vallée de la Willamette, n'empêcha pas l'établissement des Américains.
L'acteur suivant du commerce des fourrures fut l'Américain Nathaniel Jarvis Wyeth qui avait fait fortune dans la commerce de la glace en Nouvelle Angleterre. En 1832, il mena une nouvelle expédition afin d'établir un empire du commerce des fourrures pour sa nouvelle Pacific Trading Company. Après être revenu de l'Oregon Country, Wyeth s'y rendit de nouveau en 1834 pour établir les postes de commerce. Son expédition construisit ainsi Fort Hall sur la Snake River et Fort William sur l'île Wapatoo. Cependant, l'entreprise fut un échec étant donné la position dominante de la compagnie de la Baie d'Hudson dans la région, et le contrôle de la American Fur Company pour le commerce dans les Rocheuses. En 1836, Wyeth vendit ses deux postes à la compagnie de la Baie d'Hudson. Au début des années 1840, le commerce de la fourrure commença à décliner alors que les tendances de la mode s'éloignaient des chapeaux en fourrure de castor, et que le nombre de castors déclinait dû à une chasse excessive.
Au milieu des années 1830, les missionnaires et les colons commencèrent à arriver dans la région
. La majorité des Amérindiens dans de nombreuses zones décédèrent des maladies amenées par les euro-américains, dont 70 % de ceux habitant dans la vallée de la Willamette et la vallée inférieure du Columbia. La migration de masse commença en 1842 lorsque cent chariots arrivèrent par la piste de l'Oregon. En 1846, McLoughlin quitta la compagnie de la Baie d'Hudson. En 1849, l'armée des États-Unis arriva après la création du territoire d'Oregon, et s'établit à côté de Fort Vancouver. En juin 1860, la compagnie de la Baie d'Hudson ferma le fort et se retira à Fort Victoria, mettant pratiquement fin au commerce d'ampleur de la fourrure dans la région.

### Transports

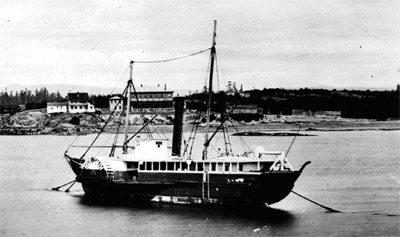
Le SS Beaver fut le premier bateau à vapeur en Oregon, arrivant à Fort Vancouver le 10 avril 1836. Vendu par la compagnie de la Baie d'Hudson en 1874, son équipage ivre l'échoua à Stanley Park où les habitants en prirent des morceaux comme souvenir avant qu'elle ne sombre en juillet 1892.

Au début, les voyages vers la région se faisaient principalement par bateau, les transports terrestres se développant plus tard. Dans les années 1830, un flot régulier de voyageurs entrait en Oregon depuis le sud à travers la Californie, et l'est depuis les montagnes Rocheuses. Beaucoup de ces voyageurs étaient impliqués dans le commerce des fourrures, et utilisaient les pistes des Amérindiens. Les voyages par la terre se faisaient principalement par chevaux, mules et à pied jusqu'à la fin des années 1830 lorsque des chariots se sont petit à petit fait un passage dans la région. La piste de l'Oregon commença à voir une migration de masse avec des convois de chariots en 1843. Les bateaux étaient principalement utilisés pour remorquer des cargos dans la région.

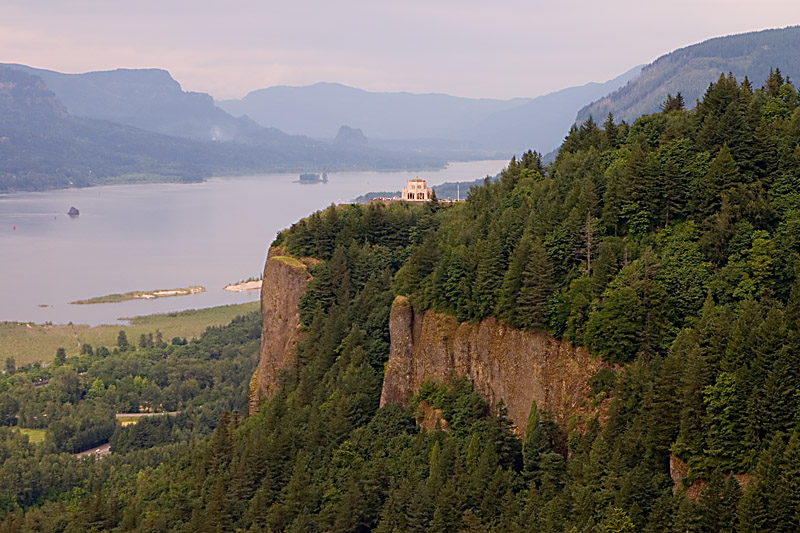
Crown Point, surplombant la gorge du Columbia. Lewis et Clark passèrent par la gorge pour leur expédition, puis les bateaux à vapeur du bassin du Columbia. La route Barlow était une alternative plus sûre pour les wagons de colons.

Alors que davantage de colons arrivaient dans la région, davantage d'infrastructures de transport se développèrent. Des routes telles que la Route Barlow, Canyon Road, et la piste de Lindsay Applegate furent créées et de petits ponts construits. Des bacs commencèrent également à faire leur apparition à de nombreux points de passage de rivières de la région. Avec l'augmentation de la population, les bateaux à vapeur commencèrent à assurer des services réguliers sur les rivières, et des voies ferrées furent développées par la suite. L'Oregon Steam Navigation Company et d'autres transporteurs plus petits développèrent les réseaux de transport. La première voie ferrée fut réalisée en 1858 par la Cascade Railroad Company, opérant une ligne dans la gorge du Columbia, suivie de l’Oregon and California Railroad (en) et enfin avec des connexions aux voies ferrées transcontinentales en 1883.
En 1873, aux chutes de la Willamette, une écluse et un canal furent achevés pour permettre aux navires de passer les chutes et de continuer en amont sur la rivière Willamette. La construction d'une écluse pour éviter un ensemble de cascades sur le Columbia commencera en 1878, mais ne fut complétée qu'en 1896. D'autres canaux furent également construits, tels le canal du Tualatin au lac Oswego. En 1887, le pont de Morrison fut le premier pont traversant la Willamette à Portland.

## Autres activités
En janvier 1837, treize pionniers fondèrent la Willamette Cattle Company pour voyager en Californie, alors possession mexicaine, et acheter du bétail. Les pionniers furent exhortés par William A. Slacum, officier de la United States Navy alors en mission pour le président des États-Unis. Slacum fournit quelques moyens financiers et le transport en Californie à bord du navire Loriot. Les pionniers étaient conduits par l'Américain Ewing Young, avec des compagnons tels que le missionnaire Jason Lee, et des investissements supplémentaires furent apportés par John McLoughlin de la compagnie de la Baie d'Hudson. Young conduisit un petit groupe en Californie, voguant de la rivière Willamette à la baie de San Francisco. Le groupe se procura environ 630 têtes de bétail, et les emmena au nord à la vallée de la Willamette. En retournant aux colonies de l'Oregon, le bétail fut divisé entre les investisseurs, faisant de Young l'un des plus riches colons d'Oregon et aidant à briser la dépendance des colons envers le bétail de la compagnie de la baie d'Hudson.
Bien que la Willamette Cattle Company ait ramené du bétail, la demande dépassait cette offre. Au début de 1840, un autre groupe de pionniers commença à construire un bateau pour naviguer au sud vers la Californie, et échanger le bateau contre davantage de bétail. Le capitaine Joseph Gale revint en 1843 avec son groupe aux colonies de la vallée de la Willamette, amenant 1250 têtes de bétail, 600 chevaux et mules, et 3000 moutons. En partie en reconnaissance de cet accomplissement, Joseph Gale fut nommé au premier comité exécutif du gouvernement provisoire d'Oregon.

## Chronologie
- 1784 : Massacre d'Awa'uq sur l'île Kodiak en Alaska, près de 3 000 indigènes tués par les Russes et premier village russe en Alaska.
- 1794 : David Thompson entre au service de la Compagnie du Nord-Ouest.
- 1799 : fondation de la Compagnie russe d'Amérique sous l'égide du Tsar.
- 1806 : David Thompson chargé de découvrir une route vers le Pacifique.
- 1811 : David Thompson revient explorer le Columbia.
- 1818 : Convention de 1818 entre les États-Unis et le Royaume-Uni, sur l'Ouest américain et le Canada.
- 1819 : décès d'Alexandre Baranov.
- 1821 : la Compagnie de la Baie d'Hudson (BCH) et celle du Nord-Ouest fusionnent par un acte du parlement anglais.
- 1825 : Traité russo-américain de 1825
- mars 1825 : John McLoughlin s'installe dans la vallée de la Willamette.
- années 1830 : la CBH tente de créer des « déserts de fourrure » dans le bassin de la Snake et de la Willamette.
- 1832 : expédition de Nathaniel Jarvis Wyeth pour sa nouvelle Pacific Trading Company.
- 1832 : des Amérindiens partent à la recherche de William Clark de l'expédition Lewis et Clark.
- 1834 : Jason Lee s'installe dans la vallée de la Willamette.
- 1836 : Henry H. Spalding s'installe chez les Nez-Percés.
- 1837 : treize pionniers fondent la Willamette Cattle Company pour acheter du bétail en Californie.
- 1837 : François-Norbert Blanchet est nommé vicaire général par Joseph Signay
- 1838 : début du périple de François-Norbert Blanchet et Modeste Demers avec l'autorisation de la Compagnie de la Baie d'Hudson
- 1838 : arrivée du jésuite belge Pierre-Jean De Smet
- 1843 : le capitaine Joseph Gale amène de Californie dans la vallée de la Willamette, 1 250 têtes de bétail, 600 chevaux et mules, et 3 000 moutons.
- 1843 : plus de 800 passages sur la Piste de l'Oregon.
- août 1843 : départ du premier bateau de la Société de l'Océanie au capital d'un million de francs, cotée à Paris, menée par Guillaume Douarre, évêque d'Amata, l'armateur Louis Victor Marziou et les capitaines Auguste Marceau et Jean-Baptiste Duchesne.
- 1846 : Traité de l'Oregon anglo-américain, la frontière sud de la Colombie Britannique tracée.
- 1847 : massacre de Whitman, dans la mission de Waiilatpu, dans l'État de Washington
- 1847 : la guerre Cayuse débute et va durer jusqu'en 1855.